# Edith Hessenberger
Edith Hessenberger (* 1980) ist eine österreichische Kulturwissenschaftlerin. Sie leitet seit 2018 die Ötztaler Museen.

## Leben
Edith Hessenberger wuchs in Untertauern (Salzburg) auf und studierte anschließend an der Universität Wien Ethnologie und Sozial- und Kulturanthropologie sowie an der Universität Innsbruck Europäische Ethnologie und Geographie. 2012 promovierte sie in Innsbruck mit der Dissertation "Erzählen vom Leben im 20. Jahrhundert. Erinnerungspraxis und Erzähltraditionen in lebensgeschichtlichen Interviews am Beispiel der Region Montafon/Vorarlberg" zur Dr. phil. 
Seit 2004 ist sie als freiberufliche Kulturwissenschaftlerin tätig. Von 2013 bis 2018 wirkte sie als Diversitätskoordinatorin und Integrationsbeauftragte der Marktgemeinde Telfs. Im Jahr 2018 übernahm sie die Leitung der Ötztaler Museen (Ötztaler Heimat- und Freilichtmuseum, Turmmuseum Ötz, Gedächtnisspeicher Ötztal) und fungiert dort seit 1. Jänner 2019 als Geschäftsführerin der neu gegründeten Ötztaler Museen GmbH.
Ihre Forschungsschwerpunkte sind Biografieforschung, Erzählforschung, Oral History, Alpinismus- und Tourismusgeschichte, Geschichte der alpinen Berglandwirtschaft, Migrationsforschung und Diversität.

## Preise
- Montafoner Wissenschaftspreis 2015[3]

## Publikationen
- SpitzenZeit. Vorarlberger Erinnerungen zum Stickereiexport nach Nigeria, Bregenz 2016.
- Alte Neue TelferInnen. Migrationsgeschichten und biografische Erinnerungen, Innsbruck 2016.
- Erzählen vom Leben im 20. Jahrhundert. Erinnerungspraxis und Erzähltraditionen in lebensgeschichtlichen Interviews am Beispiel der Region Montafon/Vorarlberg, Innsbruck 2013.
- Schule in der Fremde. Differenzierte Aspekte der Situation von Flüchtlingskindern an Tiroler Volksschulen, Saarbrücken 2008.